# Касчоареле (Констанца)
Касчоареле (рум. Căscioarele) насеље је у Румунији у округу Констанца у општини Черкезу. Oпштина се налази на надморској висини од 136 m.

## Становништво
Према подацима из 2002. године у насељу је живело 312 становника, од којих су сви румунске националности.